# Barbara (cantant)
|  | Aquest article tracta sobre la cantant francesa. Vegeu-ne altres significats a «Bàrbara». |

Barbara, de nom autèntic Monique Andrée Serf (París, el 9 de juny de 1930 - Neuilly-sur-Seine, el 24 de novembre de 1997), va ser una cantant, compositora i intèrpret francesa. El seu lirisme poètic i la profunditat d'emoció que desprenia la seva veu i les lletres de les seves cançons van assegurar-li un públic fidel i lliurat a la seva figura durant 40 anys.

## Biografia
Barbara va patir la conducta incestuosa de son pare durant la infància. El 1941, quan tenia 10 anys i mig, a Tarba, ell en va abusar per primera vegada. Ningú de la família va reaccionar-hi. Després, ella va fugir a Bretanya i es va adreçar a una gendarmeria, però la seva queixa no es va enregistrar. Quan el seu pare va anar a recollir-la, va convèncer-los que no deia la veritat. El 1949, quan Barbara amb prou feines tenia 19 anys, ell va abandonar definitivament casa seva, cosa que va posar fre finalment a l'abús que cometia envers ella. Ella no va fer-ho saber a ningú més fins a la redacció de les seves memòries, que va ser aturada per la seva mort el 1997.

## En català
La seva cançó "L'aigle noir" va ser adaptada al català per Delfí Abella i interpretada per Maria del Mar Bonet. Amb el títol de "L'àguila negra", és una de les poques cançons en català que han arribat als primers llocs de les llistes d'èxit. L'any 1971 va arribar a la primera posició. Guillermina Motta va cantar també moltes de les seves cançons.

## Referències

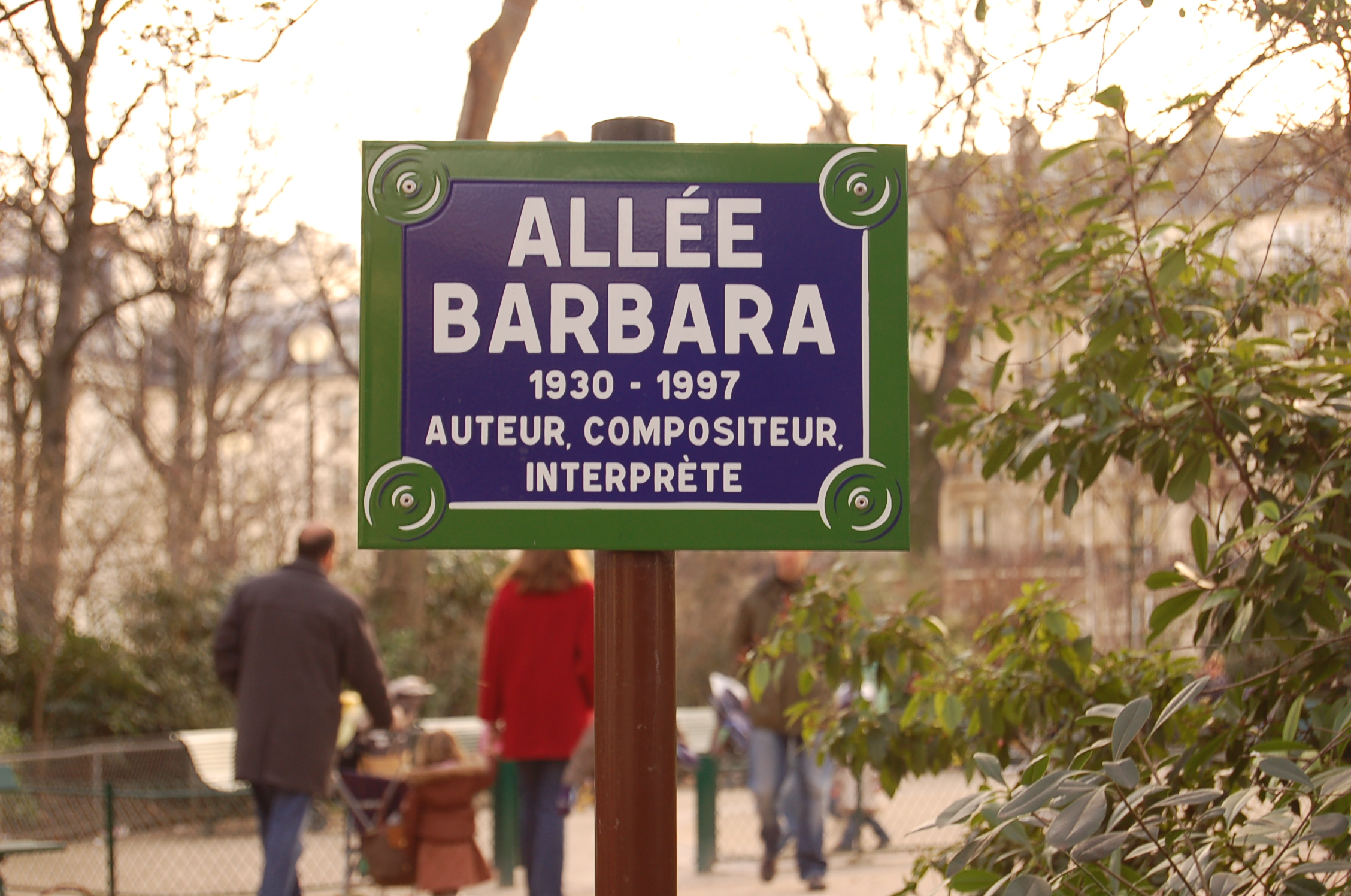
Avinguda dedicada a la cantant Barbara a l'Square des Batignolles de París.